# Gróf Széchenyi Család Alapítvány
A Gróf Széchenyi Család Alapítvány a Magyar Nemzeti Múzeumot alapító Széchényi Ferenc leszármazottai és Széchenyi István utódai által alapított alapítvány, amely 2013-ban jött létre, és 2016-tól közhasznú alapítvány. 
A családi alapítvány képviseli azt a szellemiséget, amelyet a Széchényi család képviselt évszázadokon át Magyarországon. Az alapítvány célja, hogy megőrizze és továbbvigye a reformokat, eszmeiséget, nemzeti kulturális örökségünket, amelyek a Széchényi névhez tartoznak.

## Év Széchényi Vállalkozása díj
Az Év Széchényi Vállalkozása díj egy olyan kitüntetés, amely kiemelkedő társadalmi és szakmai elismerést jelent. A díjat olyan vállalkozásnak adják, amelyek kiemelkedő teljesítményt mutattak a termelékenység, a társadalmi felelősségvállalás és az újítási készség területén.

## Stádium-díj
A díj odaítéléséről a Kárpát-medencei magyar ifjúság dönthet. Az alapítvány a Stádium Társadalmi és Kulturális Hírlappal közösen alapította a díjat. Minden évben egy magyar közéleti személy, tudós vagy alkotóművész kaphatja meg a Széchenyi Istvánt ábrázoló bronzplakettet. Akiket a díjra méltónak tartanak a diákok, minden évben március 15-ig jelölhetik. Széchenyi István születésnapján (szeptember 21-én) kerül sor a szavazás elindítására, ami október 5-ig tart. A díjat november 15-én adja át az alapítvány képviselője.